# يوسابيوس القيصري
يوسابيوس القيصري (260/265 - 30 مايو 339)، المعروف أيضًا باسم يوسابيوس بامفيلوس،، مؤرخ للمسيحية، ومفسر، ومجادل مسيحي يوناني، سوري-فلسطيني.
تولى منصب أسقف قيسارية ماريتيما في مقاطعة سوريا فلسطين الرومانية حوالي عام 314 م. كان يوسابيوس إلى جانب بامفيلوس باحثين في قانون الكتاب المقدس ويعتبر أحد أكثر المسيحيين تعلمًا خلال العصور القديمة المتأخرة. ألف العديد من الأعمال المهمة في الدراسات الكتابية، بما في ذلك "بيانات الإنجيل"، و"التحضيرات للإنجيل"، و"حول التناقضات بين الأناجيل".
باعتباره "أبو تاريخ الكنيسة" (لا ينبغي الخلط بين لقبه هذا وبين لقب أب الكنيسة)، فقد كتب التاريخ الكنسي، وعن حياة بامفيلوس، وعن الشهداء. كما ألف أيضًا عملاً عن السيرة الذاتية لقسطنطين الكبير (أول إمبراطور روماني مسيحي)، والذي حكم بإسم أغسطس بين عامي 306 و337 م.

## يوسابيوس وآريوس
تأثر يوسابيوس القيصري بآريوس وكان هذا واضحا في كتاباته عن لاهوت يسوع في تاريخ الكنيسة.

## يوسابيوس وأثناسيوس
في سنة 335 عقد مجمع في صور يرأسه يوسابيوس القيصري يحركه يوسابيوس النيقوميدي، فيه قامت امرأة زانية تتهم البابا أثناسيوس باغتصابه لها، فقام تلميذه الشماس تيموثاوس يحدثها كأنه أثناسيوس فقالت له بوقاحة أنه هو الذي سلبها عفتها وبتوليتها، عندئذ خزي الكل! عرضوا أيضًا قضية الكاهن أسخيراس والأسقف أرسانيوس وجاءوا بشهود من اليهود يدعون أنهم موعوظون جدد. ومع ظهور براءته هاج المجمع وماج، فترك البابا المجمع وانطلق إلى القسطنطينية. وإذ شعر يوسابيوس وأعوانه بالخطر يلاحقهم أسرعوا ليدعوا بأن البابا هدد بمنع إرسال القمح من الإسكندرية إلى القسطنطينية، فهاج الملك ونفاه إلى تريف وكان ذلك في فبراير 336م. في جرأة قال البابا للإمبراطور: «الرب يحكم بيني وبينك».

## روابط خارجية
- يوسابيوس القيصري على موقع الموسوعة البريطانية (الإنجليزية)
- يوسابيوس القيصري على موقع الموسوعة البريطانية (الإنجليزية)